# كليمان غرينييه
كليمينت غرينيير (بالفرنسية: Clément Grenier)‏ (مواليد 7 يناير 1991 في أنوناي - فرنسا) لاعب كرة قدم فرنسي يلعب حاليا لصالح نادي الدرجة الأولى ليون الفرنسي منذ 2002 في مركز الوسط المهاجم كما يجيد اللعب في مركز الوسط الأيمن .

## مسيرته الكروية
لعب كليمينت غرينيير خلال مسيرته الاحترافية مع 5 أندية في سبعة عشر موسمًا وسجل خلالها 30 هدف ضمن 226 مباراة. حيث فاز في موسمين بالكأس ولم يفز بأي دوري.
خاض كليمينت غرينيير مسيرته مع أكاديمية واحتياط أولمبيك ليون في موسم 2008–09 في المرة الأولى ولمدة موسمين ثم في موسم 2010–11 ولمدة موسمين، مشاركًا طوالها في 45 مباراة سجل خلالها 8 أهداف. ثم انتقل إلى نادي أولمبيك ليون في موسم 2009–10 في المرة الأولى ولمدة موسمين ثم في موسم 2011–12 ليلعب معه سبعة مواسم، حيث شارك طوالها في 116 مباراة سجل خلالها 14 هدفًا. لينتقل بعدها إلى نادي روما في موسم 2016–17 لمدة موسم واحد، مشاركًا في 6 مباريات ولم يسجل أي هدف. ثم انتقل إلى نادي غانغون في موسم 2017–18 لمدة موسم واحد، مشاركًا في 15 مباراة سجل خلالها 5 أهداف. هذا وانتقل لاحقًا إلى نادي ستاد رين في موسم 2018–19 ولمدة موسمين، مشاركًا في 44 مباراة سجل خلالها 3 أهداف.

## روابط خارجية
- كليمان غرينييه على موقع الاتحاد الدولي (مؤرشف)  (الإنجليزية)
- كليمان غرينييه على موقع الاتحاد الأوربي (الإنجليزية)
- كليمان غرينييه على موقع رابطة كرة القدم الفرنسية للمحترفين (الإنجليزية)
- كليمان غرينييه على موقع قاعدة بيانات كرة القدم.إي يو (الإنجليزية)
- كليمان غرينييه على موقع ليكيب (الفرنسية)
- كليمان غرينييه على موقع ناشيونال فوتبول تيمز (الإنجليزية)
- كليمان غرينييه على موقع Soccerway.com (الإنجليزية)
- كليمان غرينييه على موقع عالم كرة القدم.نت (الإنجليزية)
- كليمان غرينييه على موقع AS.com (الإسبانية)